# Pointe de Fornet
La pointe de Fornet, Les Fornets ou pointe de l'Aiguille est une montagne située à la limite de la Haute-Savoie en France et du Valais en Suisse, dans le massif du Chablais, qui culmine à 2 300 mètres d'altitude selon l'IGN et à 2 298 mètres selon Swisstopo. Elle se trouve sur la ligne de crête séparant la vallée de Morzine et le val d'Illiez, soit les bassins versants de la Dranse de Morzine et de la Vièze.